# Альберт II фон Дагсбург
Альберт II де Дабо-Моха (нем. Albert II de Dabo-Moha, Albrecht II. von Dagsburg; ум. 1212) — граф Дагсбурга (Дабо), Эгисхейма и Моха, епископский граф Меца. Сын графа Дагсбурга Гуго XII (ум. 1178/1180) и Лиутгарды фон Зульцбах (ум. после 1162), вдовы герцога Брабанта Готфрида II (ум. 1142), дочери Беренгера II, пфальцграфа фон Зульцбах (в Баварии).

## Биография
С 1172 года, когда умер его старший брат Гуго (XIII), стал основным наследником родовых владений.
После смерти отца объединил в своих руках 4 графства, многочисленные сеньории и права фогтства в монастырях Андлау, Альтдорф, Нойвиллерс, Хессе и Хербитцхейм.
Около 1180 году женился на Гертруде Баденской, дочери маркграфа Бадена Германа IV. У них родились дочь Гертруда (1190—1225) и двое сыновей — Генрих и Вильгельм по прозвищу Дагсбургские соколы, которые в 1202 году убили друг друга во время игр на турнире.
В 1204 году, нуждаясь в деньгах, Альберт II уступил епископу Льежа графство Моха и сеньорию Валеффес при условии сохранения за собой доходов от этих владений и единовременной выплаты 50 тысяч марок. Но этих денег он не получил. К тому же свои права на Моха предъявил его племянник герцог Брабанта Генрих I.
В 1212 году Альберт II умер, и за его наследство началась война, в которой победителем вышел епископ Льежа Гуго де Пьерпон, разгромивший войско Генриха Брабантского в битве при Степе (Bataille de Steps) 13 октября 1213 года.
В 1225 году, после смерти Гертруды фон Дагсбург, графство Моха и сеньория Валеффес окончательно отошли епископам Льежа. Эгисхейм и земли к востоку от Вогезов получили епископы Страсбурга, графство Мец — его сюзерены епископы города. Дагсбург унаследовал третий муж Гертруды Симон фон Лейнинген.